# Sibon sanniolus

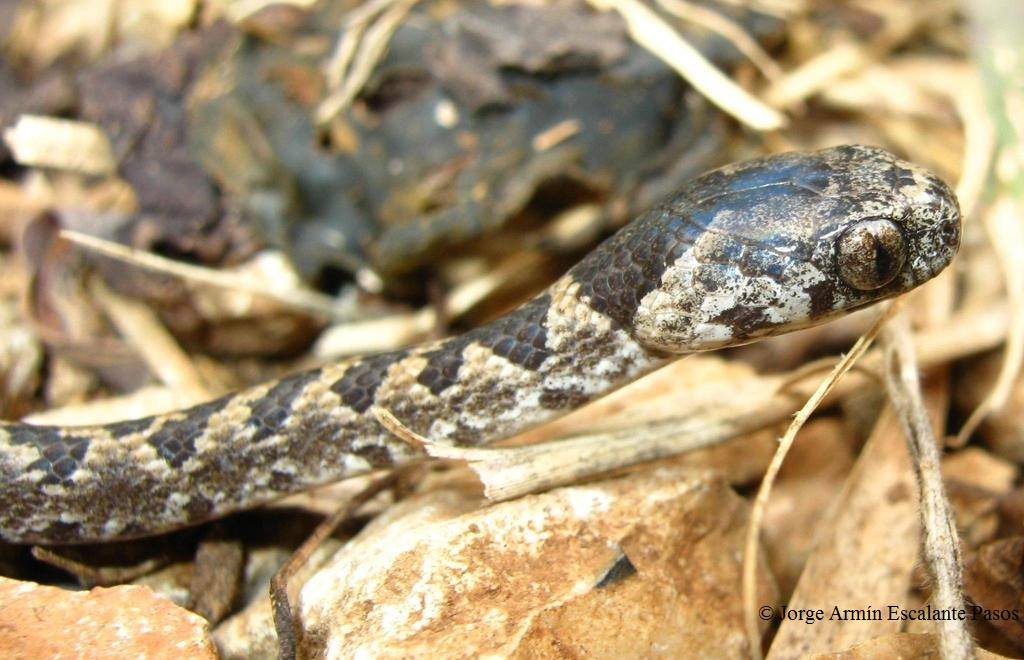
Sibon sanniolus

Sibon sanniolus es una especie de serpiente que pertenece a la familia Dipsadidae. Es nativo de la península de Yucatán en el norte de Guatemala, Belice y México. Su hábitat natural se compone de bosque caducifolio tropical y semitropical y bosque espinoso. Su rango altitudinal oscila entre 0 y 300 m s. n. m.. La principal amenaza para esta especie en Guatemala es la perdida de hábitat por la deforestación y la ganadería.

## Especies
Se reconocen las siguientes subespecies:
- Sibon sanniolus neilli Henderson, Hoevers & Wilson, 1977
- Sibon sanniolus sanniolus (Cope, 1866)